# Takanobu Saito
Takanobu Saitō (Japans: 斎藤高順, Saitō Takanobu) (Tokio, 8 december 1924 – 21 januari 2004) was een Japans componist en dirigent.

## Levensloop
Saitoh studeerde van 1943 tot 1947 aan de Tokyo University of the Arts. Al in deze tijd werd hij lid van een militaire muziekkapel. Later werd hij dirigent van de Japan Air Self Defence Force Central Band en bleef in deze functie tot hij in 1976 met pensioen ging. Saitoh heeft de orkestratie en de bewerking van het Japanse volkslied "Kimigayo" voor symfonieorkest en voor harmonieorkest gemaakt.

## Coposities

### Werken voor orkest
- 1955 Symfonie, voor kamerorkest

### Werken voor harmonieorkest
- 1967 Our Glory, ceremonial music
- 1973 A return to nature
- 1974 Foer Seasons of Emerald, suite
  1. Wakasa Wan sprin
  2. Okinawa's summer
  3. Towada autumn
  4. Okhotsk in the winter
- 1975 Sora
- 1976 Concertino, voor harmonieorkest
- An Autumn Afternoon (from the movie's theme song) and polka
- Blue Impulse
- Fantasy-style march, "Marching Escargot"
- Flying Express
- Gleaming Crown Of Victory
- Lovers of TEYUBA
- March can not walk
- March "Over the Galaxy"
- March "To shine silvery"
- March "Ogasawara sea and sky,"
- Silver Wings
- Symphonic Poem "Empty"
- Symphonic Poem "Mother Sea"
- Symphonic Poem "Only One Earth"
- Symphonic Poem "return to nature
- Theme song from the movie's "Equinox Flower"
- Tokyo Story (theme from the movie) and Nocturn

### Werken voor koren
- 1959 Rabbit's story, voor gemengd koor en piano
- 1969 Carnation, voor vrouwenkoor en piano - tekst: Tadashi Satsuma
- 1977 Yan return, voor vrouwenkoor en piano - tekst: Kazuhiko Natori

### Kamermuziek
- 1998 Fantastic Divertiment, voor cello en contrabas
- 1952 Kwartet, voor saxofoonkwartet
- Strijkkwartet

### Werken voor piano
- Hee-style fantasy

### Filmmuziek
- 1953 Tokyo Story
- 1956 Early Spring
- 1957 Tokyo shadows
- 1958 Equinox Flower
- 1959 Floating Weeds
- 1960 Late Autumn
- 1960 Song of hydrangea
- 1962 SHIROBANBA
- 1983 Ozu, but did live Tsutae Zirou
- 1993 Ozu said TALKING WITH OZU